# 유럽 박물관 포럼
유럽 박물관 포럼(European Museum Forum)은 유럽 평의회 소속의 박물관 단체이다. 1977년에 영국에 등록되어 설립된 독립적인 비영리 자선 단체이다.
1977년에 설립된 이래로 매년 유럽 올해의 박물관상 (EMYA)을 수상한다.